# Claude Eerdekens
Claude Eerdekens (Ougrée, 13 mei 1948) is een Belgisch politicus en minister voor de PS.

## Levensloop
Als doctor in de rechten aan de Universiteit van Luik, een diploma dat hij behaalde in 1972, schreef hij zich als advocaat in bij het Bureau van Hoei. Vervolgens installeerde Eerdekens zijn advocatenkantoor in Seilles.
Als socialistisch militant werd hij in oktober 1970 tijdens zijn studies verkozen tot gemeenteraadslid van Seilles en werd onmiddellijk schepen. In 1972 werd hij op 24-jarige leeftijd burgemeester van Seilles en was daarmee in die tijd de jongste burgemeester van België. Bij de gemeentelijke fusies van 1976 fuseerde Seilles, dat in de provincie Luik lag, met Andenne, waardoor de gemeente in de provincie Namen kwam te liggen. Eerdekens werd begin 1977 burgemeester van Andenne tot 2024.
Van 1974 tot 1977 was Eerdekens provincieraadslid van Luik en vanaf 1985 zetelde hij voor het arrondissement Namen in de Kamer van volksvertegenwoordigers. Als gevolg van de toen bestaande dubbelmandaten zetelde hij van 1985 tot 1995 eveneens in de Waalse Gewestraad en in de Raad van de Franse Gemeenschap. In deze laatste twee parlementen zetelde hij tot in 1995. Als lid van de Waalse Gewestraad was hij medeondertekenaar van het decreet om van Namen de hoofdstad van het Waalse Gewest en van de Waalse Regering te maken en hij keurde de staatshervormingen van 1988-1989 en van 1992-1993 mee goed. Tevens was hij zonder onderbreking van februari 1989 tot juni 2004 PS-fractieleider in de Kamer.
In de Kamer ontpopte Eerdekens zich tot een scherp debater en liet zich gelden met zijn uitgebreide kennis van het reglement van de Kamer. Ook vertegenwoordigde hij zijn partij in verschillende onderzoekscommissies, waaronder die naar de Bende van Nijvel, de zaak-Dutroux, de moord op André Cools, de moord op Patrice Lumumba en het faillissement van Sabena. Daarenboven was hij van 1992 tot 2002 voorzitter van de commissie Naturalisaties en diende hij meerdere wetsvoorstellen in gericht op de strijd tegen extremisme en Holocaustontkenning. Zijn wetsvoorstel gericht op het ontzeggen van publieke dotaties aan partijen schuldig aan racistische daden en schendingen van de fundamentele vrijheden werd in december 1998 aangenomen door de Kamer, maar trad na het doorlopen van een complex proces pas in 2005 in voege. Ook liet hij zich kennen als een voorstander van de uitbreiding van het migrantenstemrecht en als een hardnekkig weigeraar van iedere vraag naar amnestie.
In juni 2004 nam Eerdekens ontslag uit de Kamer toen hij werd verkozen in het Waals Parlement en het Parlement van de Franse Gemeenschap. Een maand later werd hij aangesteld tot minister van Ambtenarenzaken en Sport in de Franse Gemeenschapsregering onder leiding van Marie Arena. Hij bleef Frans Gemeenschapsminister tot aan de herschikking van de regionale regeringen in juli 2007 en ging daarna opnieuw in de Kamer van volksvertegenwoordigers zetelen, waar hij bij de verkiezingen van juni 2007 opnieuw verkozen was geraakt. Hij bleef federaal volksvertegenwoordiger tot in juli 2009 en was van 2008 tot 2009 quaestor van de Kamer. In juni 2009 keerde hij terug naar het Waals Parlement en het Parlement van de Franse Gemeenschap als opvolger van Waals minister Eliane Tillieux. Eerdekens bleef er zetelen tot aan de verkiezingen van mei 2014. Bij deze verkiezingen was hij geen kandidaat meer, om zich volledig te concentreren op zijn functies als burgemeester.
Zijn zoon Jules Eerdekens werd ook politiek actief.